# Xã Triumph, Quận Custer, Nebraska
Xã Triumph (tiếng Anh: Triumph Township) là một xã thuộc quận Custer, tiểu bang Nebraska, Hoa Kỳ. Năm 2010, dân số của xã này là 118 người.